# Ashleigh Nelson (Leichtathletin)
Ashleigh Nelson (* 20. Februar 1991 in Stoke-on-Trent) ist eine britische Leichtathletin, die sich auf den Sprint spezialisiert hat.

## Sportliche Laufbahn
Erste Erfahrungen bei internationalen Meisterschaften sammelte Ashleigh Nelson im Jahr 2007, als sie bei den Jugendweltmeisterschaften in Ostrava in 11,58 s die Bronzemedaille im 100-Meter-Lauf gewann. Im Jahr darauf gewann sie bei den Juniorenweltmeisterschaften in Bydgoszcz in 11,49 s die Silbermedaille und kam mit der britischen 4-mal-100-Meter-Staffel im Vorlauf nicht ins Ziel. 2011 nahm sie an der Sommer-Universiade in Shenzhen teil und schied dort mit 11,66 s im Halbfinale über 100 Meter aus und belegte mit der Staffel in 44,01 s den vierten Platz. Im Jahr darauf erreichte sie bei den Europameisterschaften in Helsinki das Semifinale über 100 Meter und schied dort mit 11,43 s aus und wurde im Staffelbewerb in der Vorrunde disqualifiziert. 2013 belegte sie bei den U23-Europameisterschaften in Tampere in 23,25 s den vierten Platz im 200-Meter-Lauf und anschließend gewann sie bei den Weltmeisterschaften in Moskau in 42,87 s im Finale gemeinsam mit Dina Asher-Smith, Annabelle Lewis und Hayley Jones die Bronzemedaille hinter den Teams aus Jamaika und den Vereinigten Staaten. Im Jahr darauf gewann sie bei den Commonwealth Games in Glasgow in 43,10 s gemeinsam mit Asha Philip, Bianca Williams und Jodie Williams die Bronzemedaille hinter den Teams aus Jamaika und Nigeria. Anschließend sicherte sie sich bei den Europameisterschaften in Zürich in 11,22 s die Bronzemedaille über 100 Meter hinter der Niederländerin Dafne Schippers und Myriam Soumaré aus Frankreich und im Staffelbewerb siegte sie mit neuem Landesrekord von 42,24 s gemeinsam mit Asha Philip Jodie Williams und Desirèe Henry.
Bei den IAAF World Relays 2015 auf den Bahamas wurde sie in 42,84 s Dritte in der 4-mal-100-Meter-Staffel. Bei den IAAF World Relays 2019 in Yokohama kam sie im Vorlauf nicht ins Ziel und anschließend gewann sie bei den Weltmeisterschaften in Doha mit 41,85 s im Finale gemeinsam mit Asha Philip, Dina Asher-Smith und Daryll Neita die Silbermedaille hinter Jamaika. 2022 verhalf sie der britischen Mannschaft bei den Weltmeisterschaften in Eugene zum Finaleinzug und anschließend verhalf sie dem englischen Team bei den Commonwealth Games in Birmingham zum Finaleinzug und trug damit zum Gewinn der Silbermedaille bei. Daraufhin schied sie bei den Europameisterschaften in München mit 11,47 s im Halbfinale über 100 Meter aus und kam mit der Staffel im Finale nicht ins Ziel.
2012 wurde Nelson britische Meisterin im 100-Meter-Lauf.

## Persönliche Bestleistungen
- 100 Meter: 11,19 s (+0,8 m/s), 12. August 2014 in Zürich
  - 60 Meter (Halle): 7,34 s, 5. Februar 2011 in Birmingham
- 200 Meter: 22,85 s (+1,0 m/s), 5. Juli 2019 in Lausanne